# Utzenhof

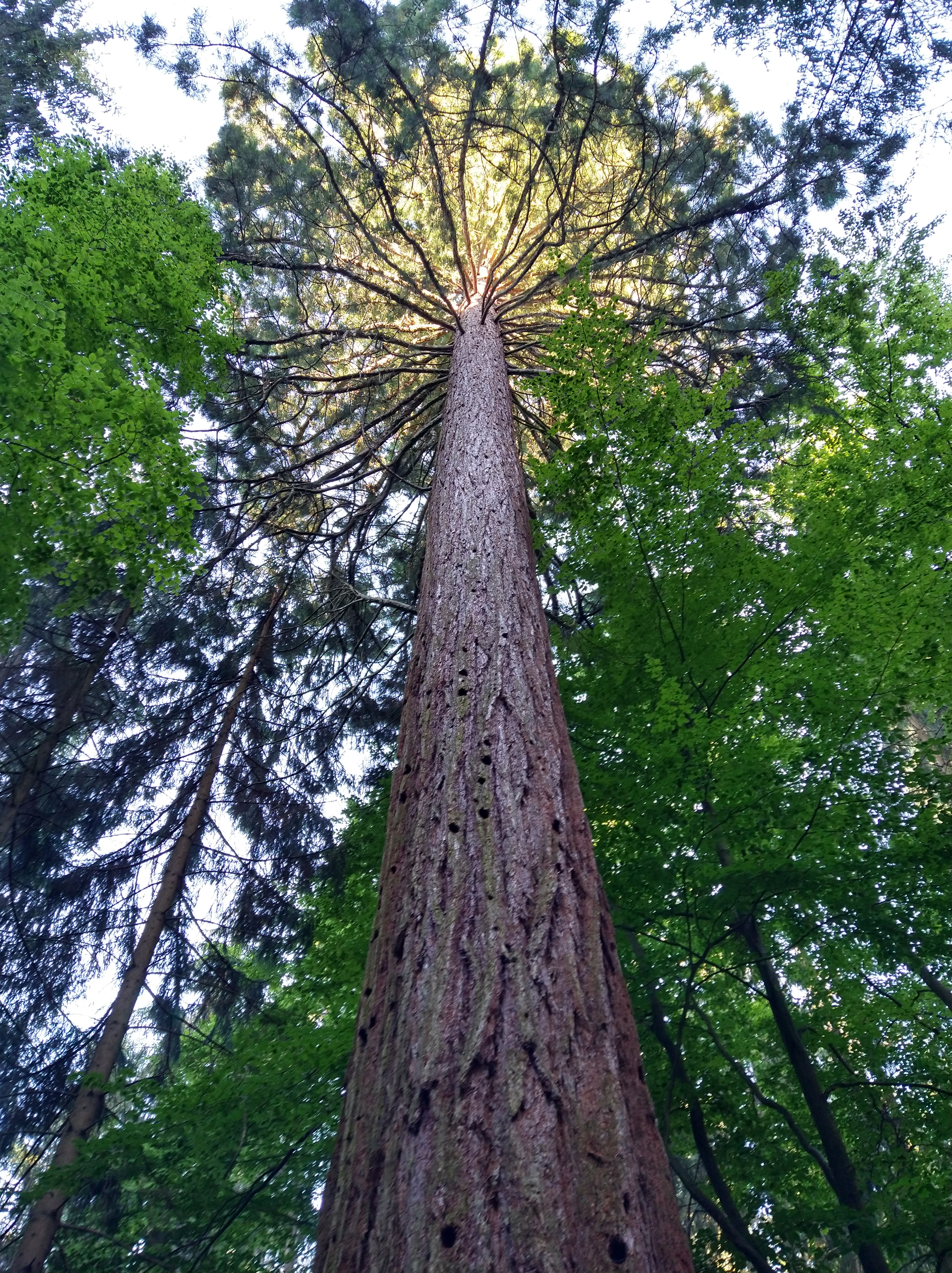
Wellingtonie beim Utzenhof

Der Utzenhof ist ein Weiler nördlich von Oberbrüden, einem Ortsteil der Gemeinde Auenwald im Rems-Murr-Kreis von Baden-Württemberg.

## Geographie
Utzenhof hat ein halbes Dutzend Hausnummern und steht etwa 1,2 km nordnordöstlich der Ortsmitte von Oberbrüden am Abfall des Naturraums Murrhardter Wald in den Nachbarnaturraum Äußere Backnanger Bucht hinab auf einem kleinen Hügelsporn zwischen der Talklinge des Krebsbachs und einer kleineren Klinge, die beide über den Brüdenbach zur Weißach entwässern. Der auf etwa 345 m ü. NHN gelegene Ort ist von Hangwiesen mit teilweise Obstbaumbestand umgeben, wenig nordwestlich setzt der zur Höhe des Murrhardter Waldes ansteigende Hangwald ein.

## Geschichte
Der Hof entstand wohl Ende des 18. Jahrhunderts. In einem Urbar von 1785 bis 1812 wird der Utzenhof unter dem Namen Uezenhof erstmals erwähnt. 1810 wird die Siedlung schon als Utzenhof bezeichnet. Der Ortsname wird abgeleitet von dem Personennamen Utz, seit dem Mittelalter eine Kurzform von Ulrich. Im Zweiten Weltkrieg wurde Oberbrüden am 20. April 1945 von US-Truppen besetzt. Einige Tage später wurde der Utzenhof von Truppen der Freien Französischen Armee geplündert.

### Einwohnerentwicklung
- 1810: 9 Einwohner[5]
- 1828: 15[6]
- 1847: 12[7]
- 1866: 15[8]
- 1871: 19[9]
- 1886: 16[10]
- 1896: 19[11]